# Propanal
Propanal eller Propanaldehyd är en 3-kolaldehyd av propan med formeln CH3CH2CHO. Den är en av två möjliga isomerer. Den andra är aceton.

## Framställning
Propanal framställs industriellt genom oxo-syntes av etylen med en metall som katalysator enligt reaktionen:
{\displaystyle {\rm {CO+H_{2}+C_{2}H_{4}\rightarrow CH_{3}CH_{2}CHO}}}
På detta sätt produceras årligen flera hundra tusen ton.

### Laboratoriemetoder
Propanaldehyd kan också framställas genom att oxidera 1-propanol med en blandning av svavelsyra och kaliumdikromat. Återloppskylaren innehåller vatten uppvärmt till 60 °C, vilket kondenserar oreagerad propanol, men låter propanaldehyd passera. Propanaldehydångan kondenseras omedelbart till en lämplig behållare. I detta arrangemang avlägsnas bildad propanaldehyd omedelbart från reaktorn, så att den inte överoxideras till propionsyra.

## Reaktioner
Propanaldehyd uppvisar de reaktioner som är karakteristiska för alkylaldehyder, till exempel hydrering, aldolkondensationer, oxidationsmedel etc. Det är den enklaste aldehyden med en prokiral metylen så att a-funktionaliserade derivat (CH3CH(X)CHO) är kirala. 

## Användning
Propanaldehyd används framför allt till framställning av trimetyloletan (CH3C(CH2OH)3) genom en kondensationsreaktion med formaldehyd. Denna triol är en viktig mellanprodukt vid framställning av alkydhartser. Den används vid syntesen av flera vanliga  aromföreningar (cyclamen aldehyde, helional, lilial). Andra tillämpningar är reduktion till propanol och oxidation till propionsyra.

### Laboratorieanvändning
Propanaldehyd är ett vanligt reagens som är en byggsten för många föreningar. 
Många av dessa användningar utnyttjar dess deltagande i kondensationsreaktioner. Med tert-butylamin ger det CH3CH2CH=N-t-Bu, en byggsten med tre kol som används i organisk syntes.

## Utomjordisk förekomst
Propanaldehyd tillsammans med akrolein har upptäckts i molekylmolnet Sagittarius B2 nära centrum av Vintergatans galax, cirka 26 000 ljusår från jorden.
Mätningar av instrumenten COSAC och Ptolemaios på kometen 67/P:s yta avslöjade sexton organiska föreningar, varav fyra, acetamid, aceton, metylisocyanat och propanaldehyd sågs för första gången på en komet.

## Säkerhet
Med en LD50 på 1 690 mg/kg (oral) uppvisar propanaldehyd låg akut toxicitet.